# 영남대로 (김천시)
영남대로(Yeongnam-daero)는 경상북도 김천시 봉산면 추풍령과 남면 부상리를 잇는 경상북도의 도로이다.

## 역사
- 2005년 12월 22일 : 추풍령 ~ 김천간 도로(김천시 봉산면 광천리 ~ 태화리) 7.32km 구간 확장 개통[1], 기존 6.5km 구간 폐지[2]
- 2007년 11월 30일 : 남김천 나들목과 연계를 위해 남면 ~ 약목간 도로(김천시 남면 부상리 ~ 칠곡군 북삼읍 보손리) 3.5km 구간 일부 개통[3]
- 2008년 12월 17일 : 김천 ~ 약목간 도로(김천시 덕곡동 ~ 칠곡군 약목면 복성리) 19.22km 전 구간 확장 개통[4]
- 2009년 1월 7일 : 김천 ~ 약목간 도로 개통으로 기존 김천시 농소면 월곡리 ~ 칠곡군 북삼읍 승오리 14.1km 구간 폐지[5]
- 2009년 7월 10일 : 2개 이상 시·도에 걸쳐 있는 도로로 영남대로를 고시[6]

## 주요 경유지
경상북도
- 김천시 (봉산면 · 대항면 · 다수동 · 백옥동 · 부곡동 · 평화동 · 성내동 · 모암동 · 지좌동 · 덕곡동 · 농소면 · 남면)

## 노선
| 이름                                 | 접속 노선                              | 소재지        | 소재지        | 비고                                                      |
| 난계로와 직결                        | 난계로와 직결                          | 난계로와 직결 | 난계로와 직결 | 난계로와 직결                                             |
| ------------------------------------ | -------------------------------------- | ------------- | ------------- | --------------------------------------------------------- |
| 추풍령                               |                                        | 김천시        | 봉산면        | 국도 제4호선 구간                                         |
| 광천네거리                           | 봉산로 광천2길                         | 김천시        | 봉산면        | 국도 제4호선 구간                                         |
| 태화고가교                           |                                        | 김천시        | 봉산면        | 국도 제4호선 구간                                         |
| 태화리                               | 봉산로                                 | 김천시        | 봉산면        | 국도 제4호선 구간                                         |
| 평화교                               | 봉산1로 태화1길                        | 김천시        | 봉산면        | 국도 제4호선 구간                                         |
| 남전교                               |                                        | 김천시        | 봉산면        | 국도 제4호선 구간                                         |
| 덕천네거리                           | 지방도 제903호선 (황악로)              | 김천시        | 봉산면        | 국도 제4호선 구간                                         |
| 용복교                               |                                        | 김천시        | 대항면        | 국도 제4호선 구간                                         |
| 영남제일문                           |                                        | 김천시        | 대곡동        | 국도 제4호선 구간                                         |
| 백옥동                               | 다삼로 미곡길                          | 김천시        | 대곡동        | 국도 제4호선 구간                                         |
| 대곡삼거리                           | 국도 제4호선 (송설로)                  | 김천시        | 대곡동        | 국도 제4호선 구간 지방도 제514호선 구간                   |
| 김천 나들목                          | 1호선 경부고속도로                     | 김천시        | 대곡동        | 지방도 제514호선 구간                                     |
| 교동교사거리                         | 대학로 시민로                          | 김천시        | 대곡동        | 지방도 제514호선 구간                                     |
| 평화가도교                           |                                        | 김천시        | 평화남산동    | 지방도 제514호선 구간                                     |
| 직지교사거리                         | 국도 제3호선 (시청로) (자산로)         | 김천시        | 평화남산동    | 지방도 제514호선 구간                                     |
| 직지교사거리                         | 국도 제3호선 (시청로) (자산로)         | 김천시        | 자산동        | 지방도 제514호선 구간                                     |
| 선산통로사거리                       | 국도 제59호선 (용암로) (환경로) 강변로 | 김천시        |               | 지방도 제514호선 구간                                     |
| 김천대교                             |                                        | 김천시        | 지좌동        | 지방도 제514호선 구간                                     |
| 지좌과선교                           | 국도 제4호선 (황산로) 체육공원길       | 김천시        | 지좌동        | 국도 제4호선 구간 지방도 제514호선 구간                   |
| 무실삼거리                           | 지방도 제514호선 (아포대로)            | 김천시        | 지좌동        | 국도 제4호선 구간 지방도 제514호선 구간                   |
| 덕곡교                               |                                        | 김천시        | 지좌동        | 국도 제4호선 구간                                         |
| 신월교                               |                                        | 김천시        | 지좌동        | 국도 제4호선 구간                                         |
| 농소면                               |                                        | 김천시        |               | 국도 제4호선 구간                                         |
| 농소 교차로                          | 국도 제3호선 (김천순환로)              | 김천시        |               | 국도 제4호선 구간                                         |
| 월곡 교차로                          | 농남로 용시길                          | 김천시        |               | 국도 제4호선 구간                                         |
| 농소교                               |                                        | 김천시        |               | 국도 제4호선 구간                                         |
| 입석 교차로 (입석육교)               | 지방도 제913호선 (남면로) (벽소로)     | 김천시        |               | 국도 제4호선 구간                                         |
| 운암교                               |                                        | 김천시        |               | 국도 제4호선 구간                                         |
| 운곡 교차로 (운곡육교)               | 운양길                                 | 김천시        | 남면          | 국도 제4호선 구간                                         |
| 운곡교                               |                                        | 김천시        | 남면          | 국도 제4호선 구간                                         |
| 송곡 교차로 (송곡교)                 | 농남로 오봉로                          | 김천시        | 남면          | 국도 제4호선 구간 칠곡 방면 진입 불가 영동 방면 진출 불가 |
| 마곡 교차로                          | 농남로                                 | 김천시        | 남면          | 국도 제4호선 구간 칠곡 방면 진출 불가 영동 방면 진입 불가 |
| 사모실 교차로 (사모실교)             | 농남로                                 | 김천시        | 남면          | 국도 제4호선 구간                                         |
| 남김천 나들목 (부상 교차로) (부상교) | 45호선 중부내륙고속도로 농남로         | 김천시        | 남면          | 국도 제4호선 구간                                         |
| 남북 교차로 (남북교)                 | 농남로                                 | 김천시        | 남면          | 국도 제4호선 구간 칠곡 방면 진입 불가 영동 방면 진출 불가 |
| 지경교                               |                                        | 김천시        | 남면          | 국도 제4호선 구간                                         |
| 칠곡대로와 직결                      |                                        |               |               |                                                           |

## 주요 건물 및 시설
- 김천시포도홍보관 (경상북도 김천시 대항면 영남대로 1130-6)
- KT&G 김천공장 (경상북도 김천시 영남대로 1192)
- 김천다수초등학교 (경상북도 김천시 영남대로 1286)
- 지좌동주민센터 (경상북도 김천시 영남대로 1940)
- 문성중학교 (경상북도 김천시 영남대로 1992-3)
- 동부파출소 (경상북도 김천시 영남대로 2009)
- 김천시산림조합 (경상북도 김천시 영남대로 2059)